# James Lee Peters
Pour les articles homonymes, voir James Peters et Peters.
James Lee Peters est un ornithologue américain, né le 13 août 1889 et mort le 19 avril 1952.

## Biographie
Il est conservateur de la section oiseaux du Museum of Comparative Zoology de l’université Harvard, président de la Commission internationale de nomenclature zoologique et membre permanent de l'American Ornithologists' Union qui lui décerne la médaille Brewster en 1940.
Il décide de mettre à jour la Hand-list réalisée par Richard Bowdler Sharpe (1847-1909). Il fait paraître les sept volumes de sa Check-List of Birds of the World de 1931 à 1951, ouvrage de référence de la taxinomie traditionnelle des oiseaux, souvent nommé «Liste de Peters». Les innovations par rapport au travail de Sharpe sont nombreuses : prise en compte des trinômes (Sharpe les avaient refusé), établissement des sous-espèces (Sharpe citait comme espèces des sous-espèces qu’il savait ne pas être des espèces), etc. Le 16e volume de sa checklist ne paraitra qu'en 1987.

## Publications
- A collection of birds from southwestern New Guinea Cambridge Museum of Comparative Zoology (1926) avec Outram Bangs
- Birds from Maratua Island, off the East Coast of Borneo Boston Boston Society of Natural History (1927) avec Outram Bangs
- Checklist of Birds of the World
  - vol. 1 (1931, 2e édition : 1979) - Struthioniformes, Anseriformes
  - vol. 2 (1934)
  - vol. 3 (1937) – Columbiformes, Psittaciformes
  - vol. 4 (1940)
  - vol. 5 (1945)
  - vol. 6 (1948)
  - vol. 7 (1951)
  - vol. 8 (1979)
  - vol. 9 (1960)
  - vol. 10 (1964)
  - vol. 11 (1986)
  - vol. 12 (1967)
  - vol. 13 (1970)
  - vol. 14 (1968)
  - vol. 15 (1962)
  - vol. 16 (1987) - index